# Adam Shaban
Adam Shaban (ur. 28 lutego 1983 w Nairobi) – kenijski piłkarz grający na pozycji obrońcy.

## Kariera klubowa
Karierę piłkarską Shaban rozpoczął w klubie Mathare United ze stolicy kraju Nairobi. W jego barwach zadebiutował w 2001 roku w kenijskiej Premier League. W 2006 roku przeszedł do innego stołecznego klubu, Tusker Nairobi, gdzie grał przez jeden sezon, w którym wywalczył mistrzostwo kraju. W 2008 roku został zawodnikiem norweskiego Nybergsund IL-Trysil z drugiej ligi. Następnie grał w takich klubach jak: Brumunddal IL, Lillehammer FK, omański Al-Shahab Seeb oraz kanadyjskie Kingston FC i Milton SC. W 2016 roku zakończył karierę.

## Kariera reprezentacyjna
W reprezentacji Kenii Shaban zadebiutował 4 maja 2002 roku w przegranym 0:3 towarzyskim meczu z Nigerią. W 2004 roku został powołany do kadry na Puchar Narodów Afryki 2004. Tam był podstawowym zawodnikiem i rozegrał 2 mecze: z Mali (1:3) i z Burkina Faso (3:0). Od 2002 do 2007 roku rozegrał w kadrze narodowej 35 spotkań.